# Hagia Triada

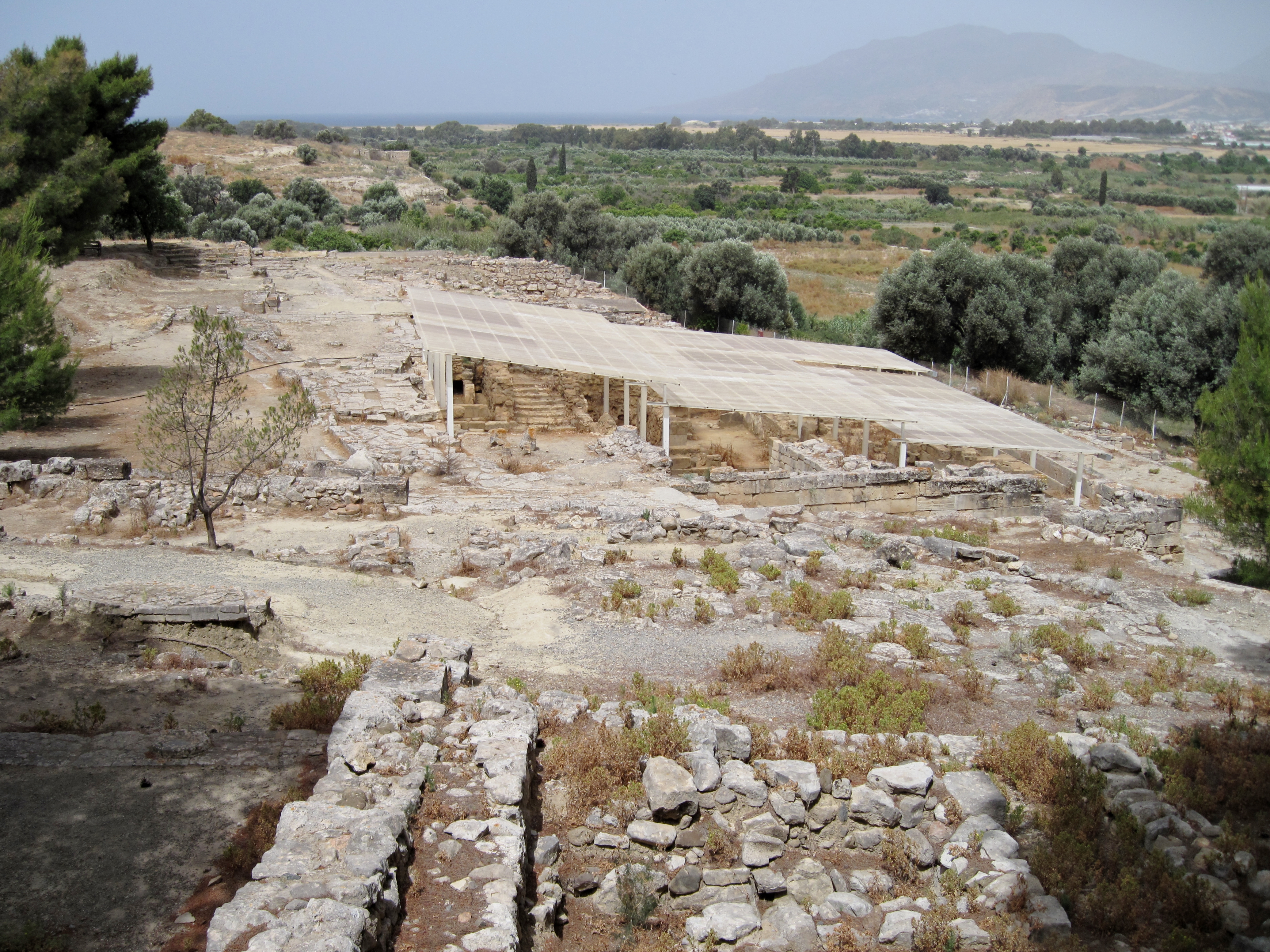
Sítio arqueológico de Hagia Triada

Hagia Triada (em grego: Αγία Τριάδα; romaniz.: Agía Triáda; "Santa Trindade"), Ayia Triada, Agia Triada ou Agia Trias é um sítio arqueológico da antiga Civilização Minoica. Situa-se na parte centro-sul de Creta, 30 a 40 metros acima do nível do mar, 4 km a oeste do palácio minoico de Festo. O local não era um dos palácios da Creta minoica, mas uma cidade rica. Hagia Triada foi originalmente escavada por Sir Arthur Evans, de 1900 a 1908 e revelou a maioria das inscrições com Linear A de todos os sítios arqueológicos da Civilização Minoica.